# Урбанизација
Урбанизација (од латинског urbs – „град“) је назив којим се означава природни или механички прираст становништва у градским подручјима, ширење градских подручја, односно трансформација претежно сеоских карактеристика неког подручја у градско.
Процес урбанизације је започео са самим почецима цивилизације и стварања градова, али се интензивирао тек након индустријске револуције, односно коришћења нових технологија у пољопривреди које су смањиле потребу за људском радном снагом, те експанзије услужног сектора у економији.
Урбанизација са собом доводи цео низ проблема, поготово када се исказује као нагла концентрација великог броја становника на релативно малом простору. Због тога је потребна посебна примена посебних мера и поступака у сврху изградње и организације градских насеља. Велики градови захтевају посебно организован водовод, канализацију, обезбеђивање хране и других намирница, електроенергетску и телекомуникацијску мрежу. Поред тога посебна пажња се мора посветити квалитету живота у граду, укључујући борбу против загађења, сиромаштва, криминала и разних облика друштвене патологије.
УН процењује да половина светског становништва од 2008. живи у градовима. Године 1900. овај број је износио 13%, а године 1950. 29%.